# Lijst van spelers van Club Deportivo Palestino
Deze lijst omvat voetballers die bij de Chileense voetbalclub Club Deportivo Palestino spelen of gespeeld hebben. De namen zijn alfabetisch gerangschikt.

## A
- Edgardo Abdala
- José Aguilera
- Sebastián Alarcón
- Juan Albornoz
- Rodolfo Almeyda
- Iván Álvarez
- Isaac Ancavil
- Raúl Angulo
- Víctor Aquino
- Orlando Aravena
- Manuel Araya
- Braulio Armoa
- Roberto Ávalos

## B
- Rodrigo Barrera
- Cristián Basaure
- Mario Berrios
- Roberto Beshe
- Bruno Bianchi
- Roberto Bishara
- Fernando Burgos

## C
- Juan Cabral
- Roberto Cáceres
- Nicolás Canales
- Carlos Cancino
- Ever Cantero
- Hernán Caputto
- Alejandro Carrasco
- Jorge Carrasco
- Ángel Carreño
- Víctor Castañeda
- Vítor Castañeda
- Miguel Castillo
- Leonardo Cauterucchi
- Jorge Contreras
- Marco Cornez
- Marcelo Corrales
- Gerardo Cortés
- Nelson Cossio
- Román Cuello

## D
- Pascual De Gregorio
- César Díaz
- Diego Díaz
- Guillermo Díaz
- Sebastián Díaz
- Rodolfo Dubó

## E
- Miguel Escalona
- Carlos Espinosa
- Fabián Estay
- Joel Estay

## F
- Óscar Fabbiani
- José Fernández
- Junior Fernández
- Leonardo Fernández
- Nereo Fernández
- Nery Fernández
- Silvio Fernández
- Elías Figueroa
- Luis Flores
- Edgardo Fuentes

## G
- Patricio Galaz
- Julio Gallardo
- Claudio Gallegos
- Juan Ramón Garrido
- Francisco Gatica
- Sergio Goity
- Rodrigo Gómez
- Aníbal González
- Esteban González
- Marcos González
- Raúl González
- Renato González
- Ricardo González
- Fabián Guevara

## H
- César Henriquez
- Joan Henríquez
- Juan Carlos Hernández
- Carlos Herrera
- Alberto Hidalgo
- Alejandro Hisis
- Roberto Hodge

## I
- Francisco Ibáñez

## J
- Luis Jiménez

## L
- Lester Lacroix
- Julio Laffatigue
- Oscar Lee Chong
- Manuel Lobos
- Fernando López

## M
- Rodolfo Madrid
- Juan Maldonado
- Rubén Marcos
- Sergio Messen
- Constantino Mohor
- Leonardo Monje
- José Moris
- Rodolfo Moya
- Claudio Muñoz
- Felipe Muñoz
- Jorge Muñoz

## N
- Lucas Nanía
- Germán Navea
- Patricio Neira
- Alfredo Núñez
- Felipe Núñez
- Jonathan Núñez
- Luis Núñez
- Mario Núñez

## O
- Marco Olea
- Marco Opazo
- Andrés Oroz
- Mario Ortíz
- Luis Oyarzún

## P
- Juan Angel Paredes
- Pablo Pareira
- Ignacio Alonso Parra
- Luis Pavez
- Jorge Peredo
- Facundo Pereyra
- Carlos Pérez
- Daniel Pérez
- Eros Pérez
- Luis Pérez
- Ramón Pérez
- Héctor Pericás
- Dwight Pezzarossi
- Jean Paul Pineda
- Pedro Pinto
- Jaime Pizarro
- Hernán Ponce
- Octavio Pozo

## Q
- Juan Quevedo
- José Quezada
- Josimar Quiñones

## R
- Jaime Ramírez
- Orlando Ramírez
- Rodrigo Ramírez
- Sergio Ramírez
- Rodrigo Riquelmé
- Jaime Riveros
- Agustin Riveros-Falcon
- Héctor Robles
- Luis Rogel
- Alfredo Rojas
- Carlos Rojas
- Manuel Rojas
- Bruno Romo
- Jaime Rubilar
- Benjamín Ruiz

## S
- Nelson Saavedra
- Esteban Sáez
- Boris Sagredo
- Mario Salas
- Agustín Salvatierra
- Diego Sánchez
- Leonel Sánchez
- Álvaro Sarabia
- Jorge da Silva
- Carlos Soto

## T
- César Talma
- Leo Tambussi
- Héctor Tapia
- Rodrigo Toloza
- Juan Toro
- Ricardo Toro
- Nélson Torres
- Juan Úbeda

## V
- Jaime Valdés
- Esteban Valencia
- César Valenzuela
- Nélson Vásquez
- Carlos Verdejo
- Enrique Vidallé
- Cristián Vilches
- Gonzalo Villagra
- José Luis Villanueva

## Z
- Víctor Zelada
- José Zelaye
- Javier Zeoli